# 打ち消し表示
- 打ち消し表示[1][2]
- 打消し表示[3][4]

打ち消し表示（うちけしひょうじ）とは、何らかの商品について特長やメリットを説明する際に、その内容に例外がある場合に表示される注釈のことである。

## 概要
商品・サービスを消費者に訴求する方法として断定的表現や目立つ表現などを使って、品質等の内容や価格等の取引条件を強調した表示（強調表示）に対し、それが無条件、無制約に当てはまるものとの誤解を消費者に与えることがないよう、景品表示法を考慮して例外条件、制約条件等を示すのが「打ち消し表示」である。例えば、「個人の感想です」などがこれに該当する。

## 問題点
打ち消し表示は小さく表示されることが多く、気付きにくいという問題点もある。
消費者庁が実施したテストでは、9割の人が打ち消し表示を「見ていなかった」、もしくは「見落としていた」という結果もある。